# 28309 Ericfein
28309 Ericfein è un asteroide della fascia principale. Scoperto nel 1999, presenta un'orbita caratterizzata da un semiasse maggiore pari a 2,3873736 UA e da un'eccentricità di 0,1418640, inclinata di 4,78328° rispetto all'eclittica.